# Código Postal Argentino
Der Código Postal Argentino, kurz CPA, ist das seit 1998 achtstellige und alphanumerische Schema der Postleitzahlen in Argentinien. Beschlossen wurde der CPA von der Secretaría de Comunicaciones mit der Resolution 1368/98. Seit Anfang April 1999 steht er flächendeckend zur Verfügung.

## Zusammensetzung des CPA
Ein CPA gliedert sich in drei Teile:
- einen Buchstaben, der für die Provinz bzw. den Hauptstadtdistrikt steht,
- vier Ziffern, die die Stadt, den Ort oder den Stadtteil wiedergeben sowie
- drei Buchstaben, die einen einzelnen Häuserblock sowie die Straße identifizieren.

Dabei entspricht der einleitende Buchstabe dem in ISO 3166-2:AR vorgesehenen Code. Die vier Ziffern entsprechen weitgehend dem bis 1998 gültigen argentinischen Postleitzahlensystem. Orten mit weniger als 500 Einwohnern wurde ein einziger CPA zugewiesen.

## Verwendung
Noch hat sich der neue CPA in Argentinien nicht vollständig durchsetzen können; häufig werden noch die alten vierziffrigen Postleitzahlen verwendet.
Bei Verwendung des CPA wird dieser üblicherweise in eine eigene Zeile unter die Straßen- bzw. Wohnungsbezeichnung, jedoch über die Ortsangabe gesetzt. Der CPA ist ohne Präfix, die Buchstaben im CPA als Majuskel und die einzelnen Teile des CPA ohne Trennung durch Bindestriche oder Leerstellen zu schreiben.
Beispiel:
Museo de Arte Latinoamericano de Buenos Aires
Avenida Figueroa Alcorta N° 3415
C1425CLA
Ciudad Autónoma de Buenos Aires